# Ode an Aphrodite
Die Ode an Aphrodite (auch Lied auf der Scherbe) ist ein lyrisches Gedicht der antiken griechischen Dichterin Sappho. In allen wesentlichen Sammlungen der erhaltenen Fragmente von Sapphos Gedichten wird sie als Nummer 1 verzeichnet. In dem Text bittet das lyrische Ich, das sich als Sappho selbst zu erkennen gibt, die Liebesgöttin Aphrodite um Hilfe und fleht die Gottheit an, sie möge dafür sorgen, dass ein von der Sprecherin geliebtes Mädchen ihre Gefühle erwidert.
Als eines von wenigen Gedichten Sapphos ist das Werk vollständig erhalten, nur an zwei Stellen gibt es Unsicherheiten hinsichtlich der Textgestalt. Es ist umstritten, wie ernst das Werk gemeint ist, da zumindest einige Teile beabsichtigten Humor zu beinhalten scheinen. Das Gedicht ist in der archaischen Sprache Homers abgefasst und spielt auf Episoden der Ilias an.

## Überlieferung

### Überlieferungswege
Die Ode an Aphrodite war lange Zeit das einzige bekannte weitgehend vollständig erhaltene Werk der Sappho, bis durch die Publikation neuer Papyrusfunde im Jahr 2004 auch ihr Gedicht über Tithonos nahezu komplett bekannt wurde. Ihre Überlieferung bis in die Moderne verdankt sie der Tatsache, dass der spätere antike Geschichtsschreiber Dionysios von Halikarnassos den gesamten Text in seiner Abhandlung Περὶ Συνθέσεως Ὀνομάτων (Über die Anordnung der Wörter) als Beispiel für den „glatten, feinen“ (γλαφυρά) Stil der griechischen Literatur zitiert hat. Dieses Werk wiederum ist nämlich in mehreren Handschriften überliefert. Teile der ersten 21 Zeilen von Sapphos Gedicht fanden sich darüber hinaus in einer Abschrift aus der zweiten Hälfte des 1. Jahrhunderts n. Chr. auf einem Papyrus aus Oxyrhynchos, dem „Papyrus Oxyrhynchus 2288“.
In hellenistischen Sammlungen von Sapphos Werken war die „Ode an Aphrodite“ wohl der am Anfang des ersten Buches stehende Text. Da sie mit dem Wort „Ποικιλόθρον“ beginnt, muss sie außerhalb der restlichen Reihenfolge des Buches 1 gestanden haben, in dem die sonstigen Gedichte nach ihrem Anfangsbuchstaben alphabetisch sortiert waren. Mit sieben Strophen ist die Ode das längste erhaltene Fragment des ersten Buches von Sapphos Werken.

### Unsicherheiten in der Lesung
Obwohl das Gedicht allgemein als vollständig erhalten gilt, gibt es zwei Stellen, an denen die Lesung unsicher ist. Die erste ist das erste Wort des Gedichtes, ein Attribut, mit dem die Göttin Aphrodite näher charakterisiert wird: Einige Manuskripte von Dionysios’ Werk schreiben es „Ποικιλόφρον“ („mit buntem/vielfarbigem Sinn/Verstand“, wohl im Sinne von „mit vielerlei Gedanken“ oder auch „listenreich“), andere Handschriften sowie der Oxyrhynchus-Papryus überliefern es als „Ποικιλόθρον“ („buntthronend“ im Sinne von „auf einem vielfarbigen Thron sitzend“). Diese zweite Variante könnte auf die Götterstatuen anspielen, die zu Lebzeiten Sapphos, in der Archaik, üblich waren. Auf ihnen waren die Gottheiten sitzend dargestellt; außerdem waren die Kunstwerke bunt angemalt. Diese Lesart ist die üblichere und wird in den Standard-Editionen (Lobel/Page und Voigt) verwendet. Hutchinson und Renehan führen als Argument dafür an, dass es im Rückblick wahrscheinlicher ist, dass „–θρον“ zu „–φρον“ verderbt wurde als umgekehrt. Renehan betont darüber hinaus, dass die Bedeutung „(bunt)thronend“ inhaltlich besser an den Anfang des Gedichtes passe, da die Aphrodite damit als Kontrast zu ihrem herbeigeflehten raschen Erscheinen als ruhend und aktuell untätig dargestellt werde. Anne Carson hält trotzdem die Lesart „Ποικιλόφρον“ für wahrscheinlicher. Rayor und Lardinois folgen in ihrer 2014 veröffentlichten Edition zwar der Lesart „Ποικιλόθρον“, weisen aber darauf hin, dass es schwierig sei, in dieser Frage eine Entscheidung zu treffen. Michael C. J. Putnam hat sich in einem 1960 veröffentlichten Aufsatz für die Lesart „Ποικιλόθρον“ entschieden, aber eine alternative Erklärung dieser Vokabel zur Diskussion gestellt: Ihm zufolge leitet sie sich nicht von „θρόνος“ („Thron“) her, sondern von „θρόνα“, einem selten belegten Wort für „Blumen“ oder auch für mit Blumen und Blüten verzierte Textilien. „Ποικιλόθρον“ wäre demnach nicht als „buntthronend“, sondern als „mit bunten Blüten verziert“ zu übersetzen. Auch dieser Deutung wurde widersprochen, etwa von Robert Renehan: Man müsse davon ausgehen, dass die Griechen der Zeit Sapphos bei der Bezeichnung „Ποικιλόθρον“ direkt an die deutlich häufigere und weiter verbreitete Vokabel „θρόνος“ für „Thron“ dachten und nicht etwa an die ungebräuchliche und vermutlich nur in der frühen griechischen Sprache überhaupt genutzte Bezeichnung „θρόνα“ für Blumen oder Blütenmuster.
Das zweite Überlieferungsproblem findet sich in Zeile 19, wo die Manuskripte mit dem Gedichttext entstellt sind und der Papyrus am Beginn der Zeile ebenfalls beschädigt ist. Die dort stehende Nachfrage der Aphrodite, wessen Liebe das lyrische Ich begehrt, ist daher durch die verschiedenen Herausgeber leicht unterschiedlich emendiert worden.

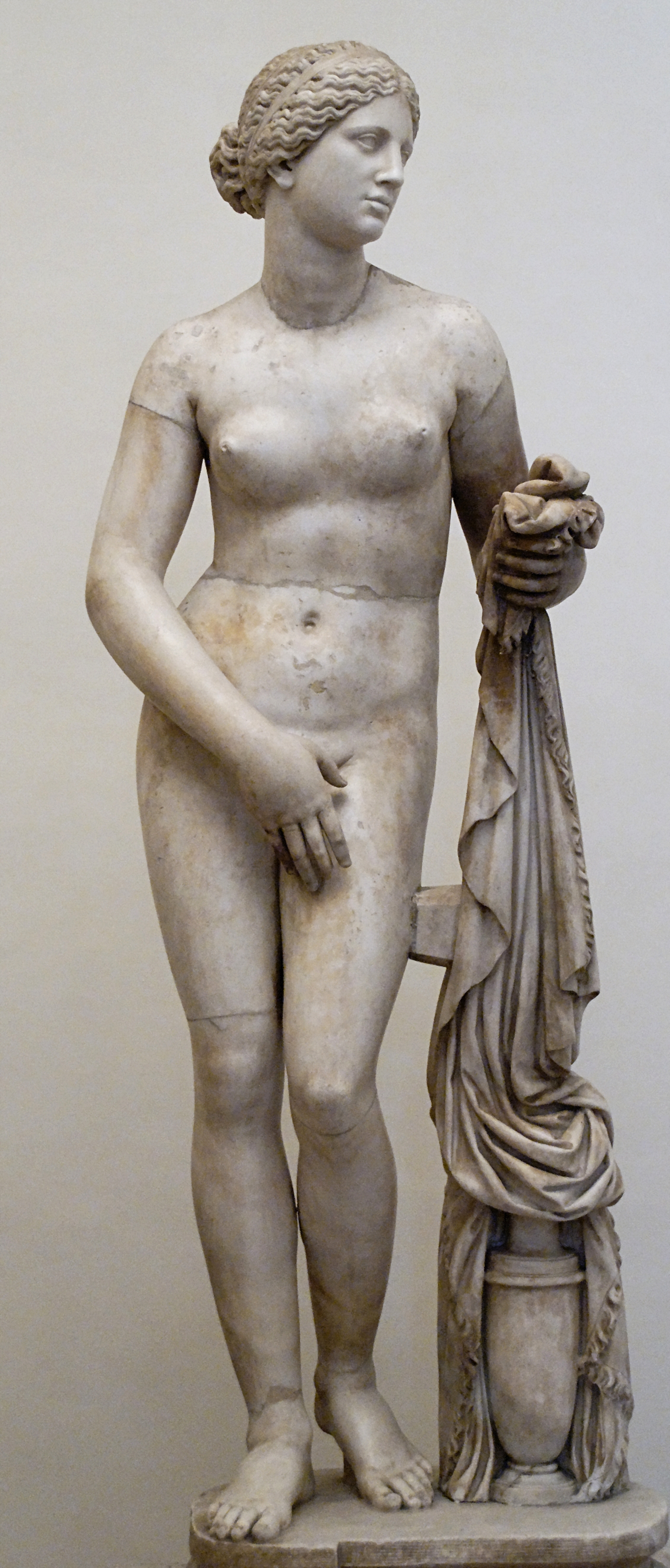
Römische Kopie der Aphrodite von Knidos des griechischen Bildhauers Praxiteles

## Inhalt und Hintergrund
Die Ode ist als Gebet an die griechische Liebesgöttin Aphrodite abgefasst, die das lyrische Ich um die Aufmerksamkeit einer nicht namentlich genannten Frau bittet. Als sprechende Person tritt Sappho selbst auf – es handelt sich um eine von vier erhaltenen Stellen, an denen sich die Dichterin selbst namentlich nennt. Dass die geliebte Person weiblich ist, geht lediglich aus einem einzigen Wort hervor, dem weiblichen „εθελοισα“ („wollend“, „wenn sie will“) in Zeile 24. Diese Lesung, die erstmals 1835 durch Theodor Bergk vorgeschlagen wurde, wurde bis in die 1960er Jahre nicht völlig anerkannt, wird aber heute in der Forschung allgemein akzeptiert.
Sappho bittet Aphrodite, diese möge die Schmerzen ihrer unerwiderten Liebe zu diesem Mädchen lindern. Um sie zu überzeugen, ruft die Dichterin eine ähnliche Situation aus der Vergangenheit in Erinnerung, in der die Liebesgöttin nach einer Anrufung erschienen war und Sappho mitgeteilt hatte, dass die Angebetete sie später umgekehrt „verfolgen“, also begehren werde. Nach diesem eingeschobenen Rückblick auf die frühere Erscheinung der Gottheit schließt das Gedicht mit einer weiteren Anflehung der Göttin, diese möge Sappho in ihren Liebesproblemen beistehen.
Mit ihrem Verweis auf eine weibliche Geliebte ist die Ode an Aphrodite (zusammen mit Sappho 31) eines der wenigen Werke Sapphos, das Hinweise darauf beinhaltet, dass diese andere Frauen liebte. In diesem konkreten Fall scheint es der Dichterin jedoch weniger um homoerotische Aspekte als um die Wirkung von Liebesgefühlen im Allgemeinen gegangen sein. Das Gedicht enthält wenig Hinweise auf seine Zielgruppe und Bestimmung; Stefano Caciagli vermutet jedoch, dass es für den Kreis von Sapphos Freundinnen und Schülerinnen geschrieben wurde. Da der Name der Angebeteten nicht genannt wird, ist es möglich, dass es sich nicht um ein Gelegenheitsgedicht handelt, sondern um ein Werk, das mehrfach bei verschiedenen Anlässen rezitiert werden konnte.

## Sprache und Interpretation
Das Gedicht ist in äolischem Griechisch abgefasst, wie es in Sapphos Heimat Lesbos gesprochen wurde. Die Gedichtform ist die nach der Autorin benannte Sapphische Strophe, in der auf drei gleich lange Zeilen jeweils eine vierte, kürzere folgt.
Die Ode an Aphrodite ist stark durch die epischen Werke Homers beeinflusst. Dies wird besonders deutlich in der dritten Strophe, in der Aphrodites Hinabstieg in die Welt der Sterblichen durch eine massive Ballung typischer homerischer Ausdrücke und Phrasen markiert wird. Ruby Blondell vertritt in einem 2010 erschienenen Aufsatz die These, das ganze Gedicht sei eine parodierende Umarbeitung der Szene zwischen Aphrodite, Athene und Diomedes im fünften Buch der Ilias.
In der Forschung ist umstritten, ob das Gedicht wirklich als ein ernsthaftes Stück gemeint war. C. M. Bowra nimmt dies an und weist darauf hin, dass der Text eine aufrichtige religiöse Erfahrung widerspiegele. Auf der anderen Seite sieht A. P. Burnett das Stück „überhaupt nicht als Gebet“, sondern als unbeschwerten Text, der amüsieren solle. Tatsächlich können einige Elemente, die sonst schwierig zu deuten sind, als humoristisch erklärt werden. Beispielsweise beschreibt Sappho am Anfang der dritten Strophe, wie Aphrodite in einem Wagen vom Himmel herabfährt, vor den schöne Sperlinge gespannt sind. Diese Schilderung ist Harold Zellner zufolge am einfachsten als eine Form humorvollen Wortspiels zu verstehen. Auch die Antwort Aphrodites, die Sappho in der vierten und fünften Strophe des Gedichtes zitiert, ist als unbeschwert gedeutet worden. Keith Stanley ist der Ansicht, dass die Göttin in diesen Zeilen Sappho „humorvoll tadelt“. Als Beleg führt er einerseits die dreifache Wiederholung des Wortes δηυτε („wieder“) auf: „und du [Aphrodite] [...] fragtest, was ich wieder gelitten hätte und warum ich dich wiederum riefe [...]: Wen soll ich wieder überzeugen, zu deiner Liebe zurückführen?“ Andererseits sei auch die folgende Nachfrage der Aphrodite ironisch zu verstehen: „τις ς', ω Ψαπφ', αδικηει“ („Wer, o Sappho, tut dir Unrecht?“).